# Cassiopeia A

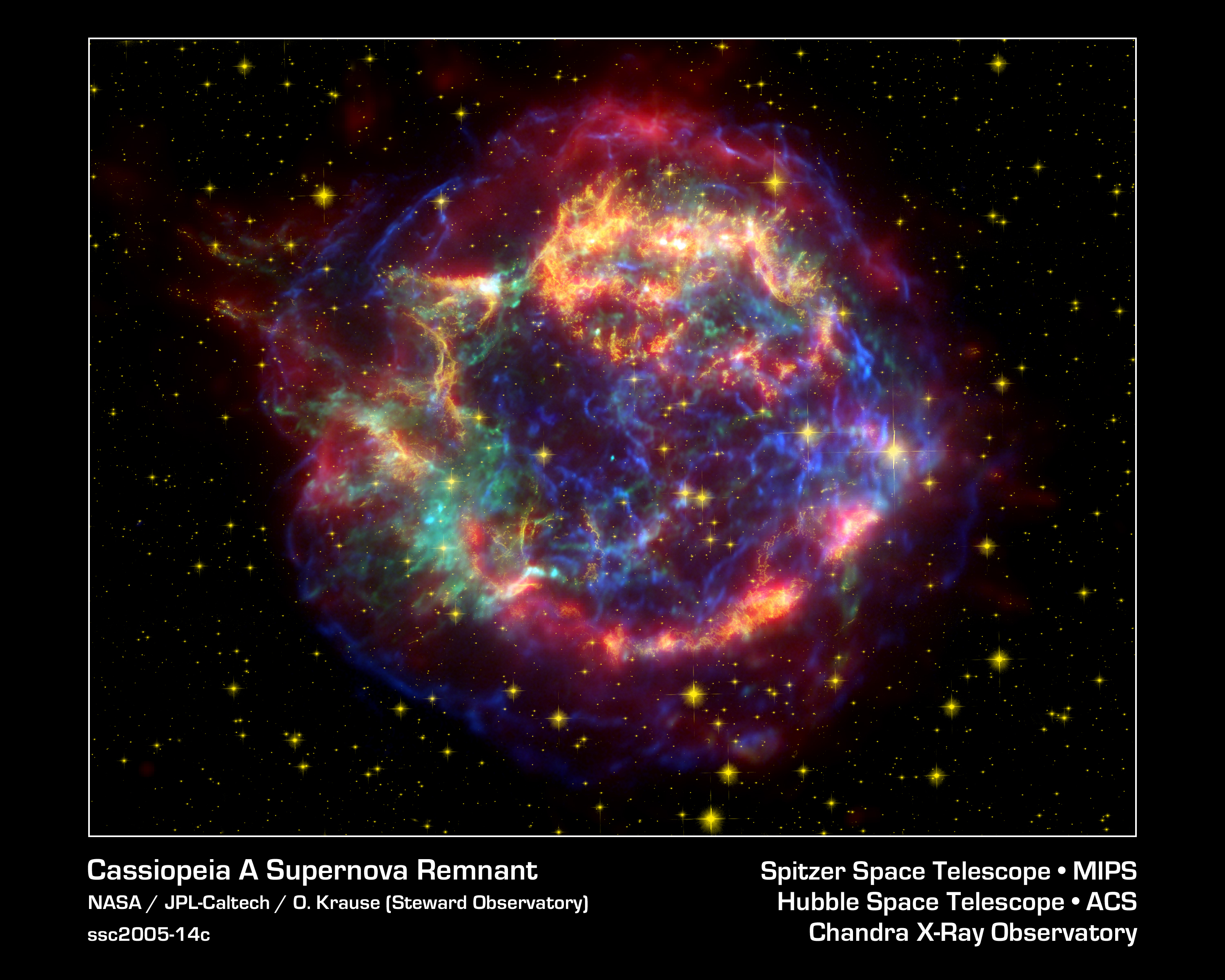
Kompositbild i infraröd (röd), synlig (gul) och röntgen (grön och blå)

Cassiopeia A är näst efter solen den starkaste astronomiska radiokällan från jorden sett; den är en supernovarest efter en supernova som inträffade (från vår synvinkel) omkring år 1667. Avståndet från jorden anses vara ca 10000-12000 ljusår, och händelsen inträffade därmed samtidigt med att inlandsisen började dra sig tillbaka från Norden.
I motsats till flera andra supernovor (se Tycho Brahe och Krabbnebulosan) observerades den såvitt känt inte från jorden, men det är möjligt att den engelske astronomen John Flamsteed kan ha noterat den 1680; han antecknade då en svag stjärna nära positionen för det objekt vi känner idag. Senare astronomer kunde inte hitta något optiskt synligt här och antog att observationen varit ett misstag. Det kan tänkas att det egentliga supernovautbrottet inträffade 1667 och att en mindre efterexplosion i reststjärnan kom 13 år senare). Se även Cassiopeia B. 
Någon stjärna som utsänder optiskt ljus finns inte kvar i centrum, till skillnad från Krabbnebulosan. 1979 föreslog astronomen Iosif Shklovsky att det kunde finnas ett svart hål i centret. 1999 fann Chandra-röntgenteleskopet en källa "liknande en hetfläck" nära nebulosans centrum, och detta är troligen en neutronstjärna eller ett svart hål, som då skulle bekräfta Shklovskys prediktion.